# 本氏鈎齒脂鯉
本氏鈎齒脂鯉，為輻鰭魚綱脂鯉目脂鯉亞目脂鯉科的其中一個種，分布於南美洲马代拉河上游流域，體長可達7.3公分，棲息在底中層水域，生活習性不明，可作為觀賞魚。

## 扩展阅读
維基物種上的相關：本氏鈎齒脂鯉